# Ritwik Bhattacharya
Ritwik Bhattacharya, né le 14 octobre 1979 à Puerto Ordaz, est un joueur professionnel de squash représentant l'Inde. Il atteint en novembre 2006 la 38e place mondiale sur le circuit international, son meilleur classement. Il est champion d'Inde à cinq reprises entre 1998 et 2005.

## Biographie
Ritwik Bhattacharya nait le 14 octobre 1979 au Venezuela et y réside jusqu'à l'âge de huit ans où il part en Inde. Il fréquente le Rashtriya Indian Military College (en) à Dehradun de 1992 à 1997. En 2000, il est diplômé du Collège Saint-Étienne (Delhi) avec une licence. En 2003, il reçoit le Rajiv Gandhi Khel Ratna (en) comme meilleur athlète et en 2004, il gagne le premier titre PSA remporté par un Indien. En septembre 2013, il épouse le mannequin indien Pia Trivedi. 

## Palmarès

### Titres
- Championnats d'Inde : 5 titres (1998, 2000, 2002, 2003, 2005)